# Formel-Nippon-Saison 2009

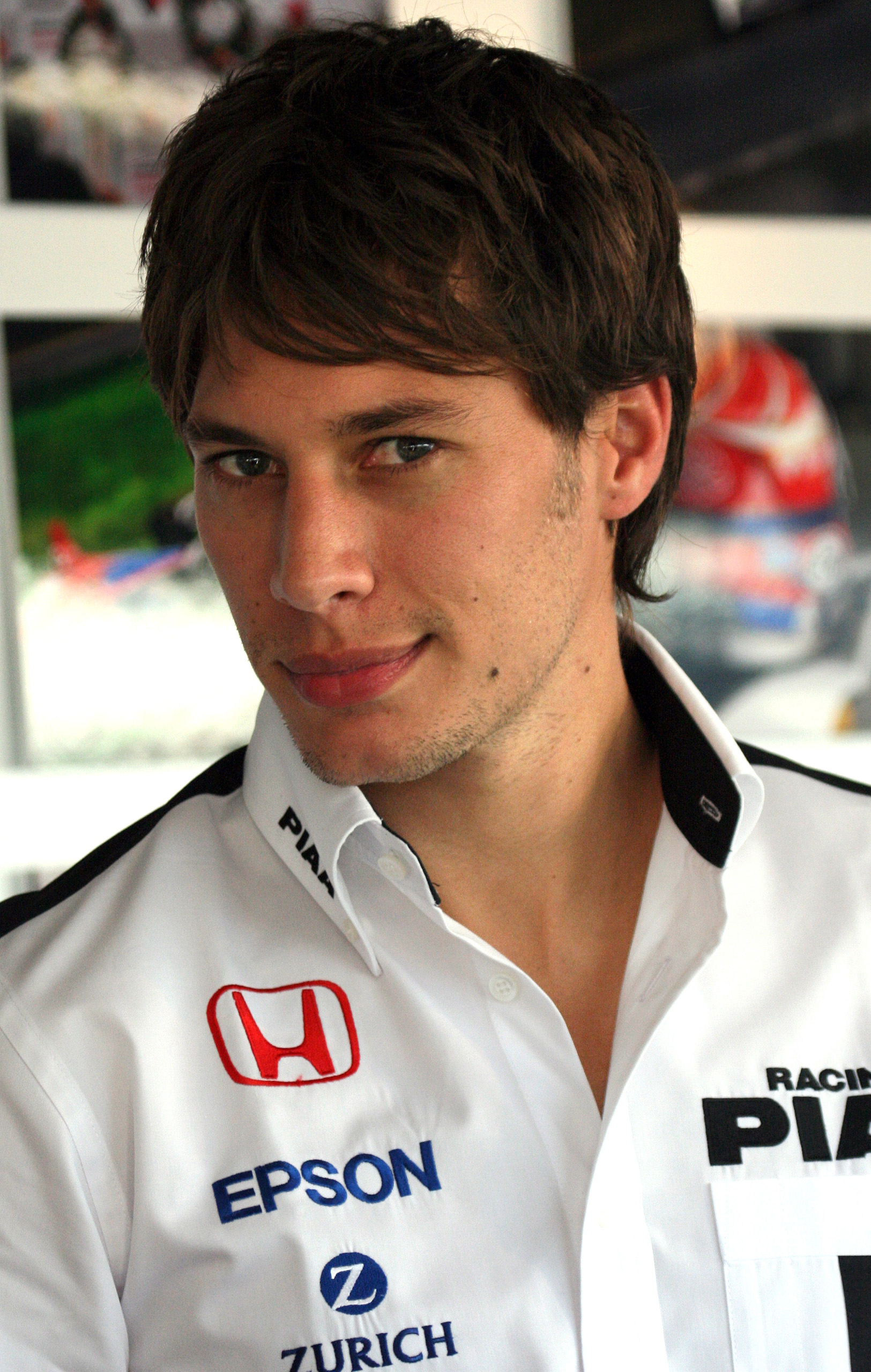
Loïc Duval

Die Formel-Nippon-Saison 2009 war die 23. Saison der Formel Nippon. Sie umfasste insgesamt acht Rennen. Die Saison begann am 5. April 2009 auf dem Fuji Speedway und endete am 27. September 2009 in Sugō. Den Meistertitel der Fahrer gewann Loïc Duval, dessen Team Nakajima Racing den Meistertitel der Teams für sich entschied.

## Starterfeld
Alle Teams fuhren mit Chassis der Firma Swift Engineering.
| Team                | Nr. | Fahrer           | Motor  | Rennwochenende |
| ------------------- | --- | ---------------- | ------ | -------------- |
| Lawson Team Impul   | 1   | Tsugio Matsuda   | Toyota | 1–8            |
| Lawson Team Impul   | 2   | Benoît Tréluyer  | Toyota | 1–8            |
| Team LeMans         | 7   | Keisuke Kunimoto | Toyota | 1–8            |
| Team LeMans         | 8   | Hiroaki Ishiura  | Toyota | 1–8            |
| HFDP Racing         | 10  | Kōdai Tsukakoshi | Honda  | 1–8            |
| Team Impul          | 20  | Kōhei Hirate     | Toyota | 1–8            |
| Nakajima Racing     | 31  | Loïc Duval       | Honda  | 1–8            |
| Nakajima Racing     | 32  | Takashi Kogure   | Honda  | 1–8            |
| Petronas Team TOM’S | 36  | André Lotterer   | Toyota | 1–8            |
| Petronas Team TOM’S | 37  | Kazuya Ōshima    | Toyota | 1–8            |
| Dandelion Racing    | 40  | Richard Lyons    | Honda  | 1–8            |
| Dandelion Racing    | 41  | Takuya Izawa     | Honda  | 1–8            |
| Cerumo/Inging       | 48  | Yūji Tachikawa   | Toyota | 1–8            |

## Rennkalender
| Nr. | Datum         | Rennstrecke | Sieger          | Zweiter         | Dritter         |
| --- | ------------- | ----------- | --------------- | --------------- | --------------- |
| 1.  | 5. April      | Fuji        | Benoît Tréluyer | Takuya Izawa    | Kōhei Hirate    |
| 2.  | 17. Mai       | Suzuka      | Loïc Duval      | Benoît Tréluyer | André Lotterer  |
| 3.  | 31. Mai       | Motegi      | Takashi Kogure  | Benoît Tréluyer | Hiroaki Ishiura |
| 4.  | 28. Juni      | Fuji        | Loïc Duval      | Kazuya Ōshima   | Richard Lyons   |
| 5.  | 12. Juli      | Suzuka      | Loïc Duval      | Takashi Kogure  | Benoît Tréluyer |
| 6.  | 9. August     | Motegi      | André Lotterer  | Loïc Duval      | Benoît Tréluyer |
| 7.  | 30. August    | Kamitsue    | Takashi Kogure  | André Lotterer  | Loïc Duval      |
| 8.  | 27. September | Sugō        | Loïc Duval      | André Lotterer  | Kōhei Hirate    |

## Wertung
Das Punktesystem der Formel Nippon war 2009 genauso wie das der Formel 1: 10-8-6-5-4-3-2-1. Zusätzlich wurde in der Formel Nippon ein Punkt für die Pole-Position vergeben.

### Fahrerwertung
| Pos. | Fahrer           | Punkte |
| ---- | ---------------- | ------ |
| 1.   | Loïc Duval       | 62     |
| 2.   | Benoît Tréluyer  | 40     |
| 3.   | André Lotterer   | 39     |
| 4.   | Takashi Kogure   | 37     |
| 5.   | Kōhei Hirate     | 32     |
| 6.   | Hiroaki Ishiura  | 30     |
| 7.   | Kōdai Tsukakoshi | 20     |

| Pos. | Fahrer           | Punkte |
| ---- | ---------------- | ------ |
| 8.   | Takuya Izawa     | 14     |
| 9.   | Kazuya Ōshima    | 13     |
| 10.  | Richard Lyons    | 11     |
| 11.  | Tsugio Matsuda   | 11     |
| 12.  | Yūji Tachikawa   | 9      |
| 13.  | Keisuke Kunimoto | 1      |

### Teamwertung
| Pos. | Team                | Punkte |
| ---- | ------------------- | ------ |
| 1.   | Nakajima Racing     | 93     |
| 2.   | Petronas Team TOM’S | 52     |
| 3.   | Lawson Team Impul   | 50     |
| 4.   | Team Impul          | 31     |
| 5.   | Team LeMans         | 31     |
| 6.   | Dandelion Racing    | 25     |
| 7.   | HFDP Racing         | 20     |
| 8.   | Cerumo/Inging       | 9      |